# Будённовская ТЭС
Будённовская ТЭС (Будённовская ПГУ-ТЭС) — парогазовая тепловая электростанция, расположенная в г. Будённовск Ставропольского края России. Одна из самых новых тепловых электростанций России (введена в эксплуатацию в 2015 году). Собственник станции — ООО «ЛУКОЙЛ-Ставропольэнерго» (входит в группу «ЛУКОЙЛ»).

## Конструкция станции
Будённовская ТЭС представляет собой тепловую парогазовую электростанцию с комбинированной выработкой электроэнергии и тепла (в виде горячей воды и пара для промышленных целей). Установленная мощность электростанции — 153 МВт, тепловая мощность — 115,2 Гкал/час. Основное топливо — сухой отбензиненный газ (продукт переработки попутного нефтяного газа каспийских месторождений), резервное — природный газ.
Основное генерирующее оборудование станции скомпоновано в один энергоблок по принципу дубль-блока (две газовые турбины с котлами-утилизаторами на одну паровую турбину). Оборудование включает в себя две газовые турбины Trent 60 WLE с турбогенераторами BDAX71-340ER, два паровых горизонтальных котла-утилизатора (с дожигом) Е-69,8/21,2-4,6/0,6-440/221Д (ПК-93) и теплофикационную паровую турбину SST-400 с турбогенератором AMS 1250 LK 4L BS. Производитель газовых турбин — фирма Rolls-Royce (Великобритания), генераторов газовых турбин — фирма BRUSH (Великобритания), паровой турбины — фирма Siemens (Германия), турбогенератора — фирма ABB (Швейцария), котлов-утилизаторов — ПАО «Подольский машиностроительный завод». Система охлаждения построена с использованием сухой вентиляторной градирни. Станция отличается высокой эффективностью, проектный расход условного топлива составляет 280,8 г/кВт.ч.
Выдача электроэнергии в энергосистему производится с комплектного распределительного устройства элегазового (КРУЭ) напряжением 110 кВ по следующим линиям электропередачи:
- ВЛ 110 кВ Будённовская ТЭС — ПС Будённовск;
- ВЛ 110 кВ Будённовская ТЭС — ПС Покойная;
- ВЛ 110 кВ Будённовская ТЭС — ГПП-2;
- ВЛ 110 кВ Будённовская ТЭС — ГПП-3;
- ВЛ 110 кВ Будённовская ТЭС — ПС Прикумск.

## Экономическое значение
Основной задачей Будённовской ТЭС является обеспечение электроэнергией, паром высокого давления и горячей водой нефтехимического завода «Ставролен» (также входящего в группу ЛУКОЙЛ), а также предприятий формирующегося Будённовского регионального индустриального парка. ООО «Ставролен» является одним из ведущих российских производителей полиэтилена и полипропилена, ежегодный объём производства составляет более 300 тысяч тонн полиэтилена, 120 тысяч тонн полипропилена, 80 тысяч тонн бензола, 50 тысяч тонн винилацетата. Площадка Будённовской ТЭС примыкает к площадке «Ставролена», что позволяет достичь синергетического эффекта — электростанция использует в качестве топлива сухой отбензиненный газ (продукт переработки на предприятии попутного нефтяного газа) и реализует предприятию не только электроэнергию, но и тепло, что повышает эффективность использования топлива. Также Будённовская ТЭС поставляет электроэнергию в энергосистему Ставропольского края, улучшая режимно-балансовую ситуацию в энергосистеме.

## История строительства и эксплуатации
Строительство Будённовской ТЭС велось в соответствии с договором о предоставлении мощности (ДПМ), заключенным с ОАО «Южная генерирующая компания — ТГК-8» (впоследствии было разделено на несколько компаний) в 2010 году, при этом электрическая мощность станции была определена в 135 МВт, тепловая — 58 Гкал/час. Строительство станции было начато в марте 2013 года, организатор строительства — ООО «ЛУКОЙЛ-Энергоинжиниринг», генеральный подрядчик — компания «Синерджетик проджектс». Станция была введена в эксплуатацию 1 марта 2015 года (торжественная церемония пуска проведена 25 июня 2015 года), при этом за счет использования резервов мощности оборудования удалось существенно увеличить как электрическую, так и тепловую мощность станции по сравнению с изначальным проектом. Инвестиции в проект оцениваются в 7,7 млрд рублей. В 2016 году станция была переключена с использования природного газа на сухой отбензиненный газ (природный газ остался в качестве резервного топлива).